# Brachypotherium
Brachypotherium brachypus
Genre
Espèce
Espèces de rang inférieur
- B. aurelianense, Nouel 1866
- B. brachypus, Lartet 1848

Brachypotherium est un genre fossile de rhinocéros qui a vécu essentiellement au cours du Miocène, soit il y a environ entre 23,03 et 5,333 millions d'années. Selon Paleobiology Database en 2022, seules deux espèces sont référencées dans ce genre, Brachypotherium aurelianense et Brachypotherium brachypus.

## Présentation
Ses restes fossiles ont été découverts en Europe, Asie, Afrique et Amérique du Nord.

## Liste d'espèces
Une seule espèce est rattachée au genre : Brachypotherium brachypus, même si, historiquement, un grand nombre d'espèces ont été décrites, dont :
- † Brachypotherium brachypus Lartet, 1937
- † Brachypotherium fatehjangense Pèlerin, 1910
- † Brachypotherium goldfussi Kaup, 1834
- † Brachypotherium heinzelini Hooijer, 1963
- † Brachypotherium lewisi Hooijer, 1972
- † Brachypotherium minor Geraads & Miller, 2013
- † Brachypotherium perimense Falconer & Cautley, 1847
- † Brachypotherium pugnator Matsumoto, 1921
- † Brachypotherium shangangensis Wang, 1965
- † Brachypotherium snowi Fourtau, 1918

## Description
Brachypotherium brachypus est un rhinocéros d'assez grande taille dont la hauteur au garrot devait atteindre 1,40 mètre, la longueur environ 3 mètres et la masse 1,5 tonne. Contrairement aux rhinocéros actuels, cet animal avait des pattes très courtes et un corps très massif, semblable à celui d'un hippopotame.

### Crâne
Il est caractérisé par une mandibule portant de longues incisives en forme de crocs longues d'environ 10 centimètres. Ses molaires sont brachyodontes (couronne basse). 

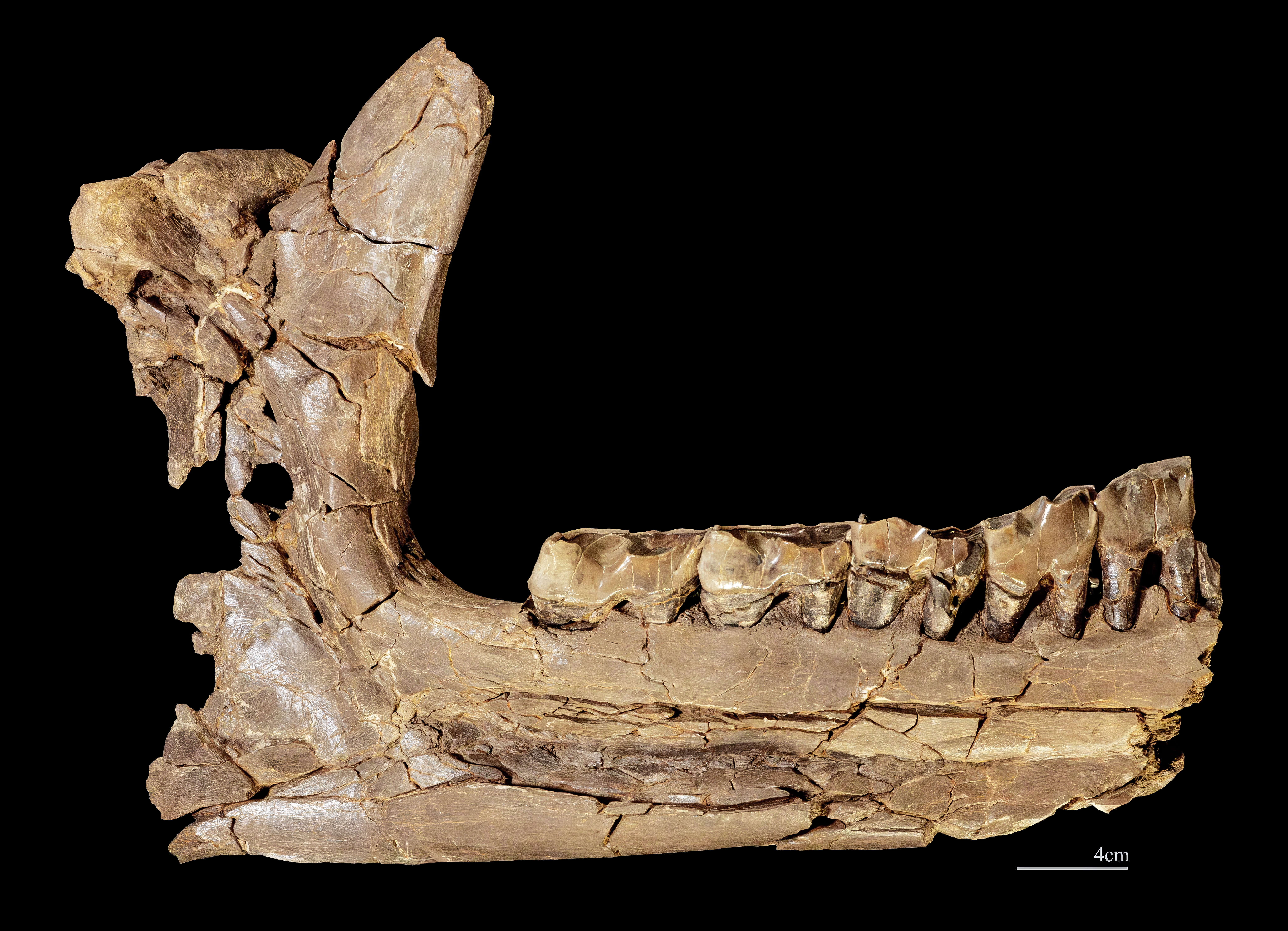
Brachypotherium brachypus Hémimandibule droite Montrèal-du-Gers - MHNT
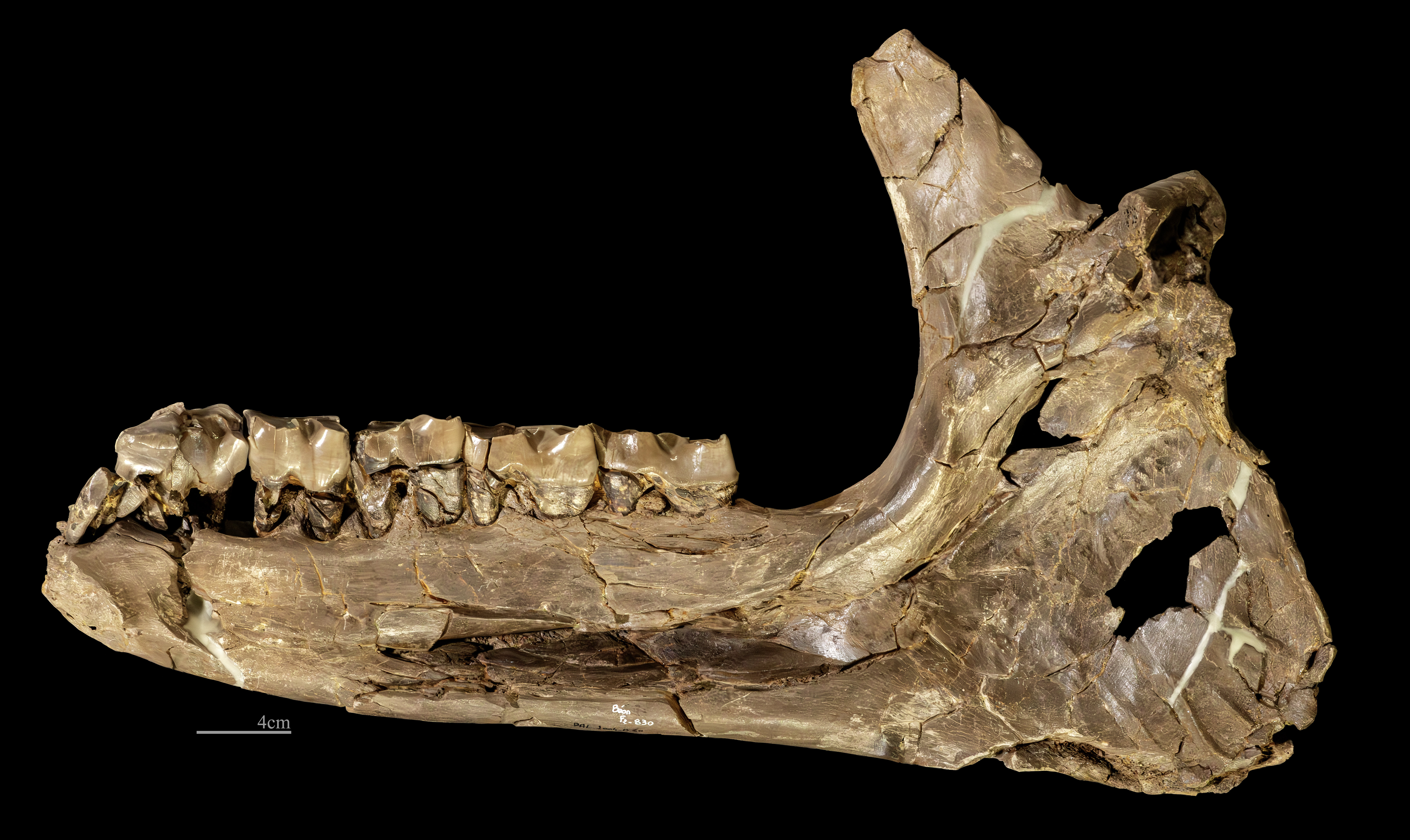
Brachypotherium brachypus Hémimandibule gauche Montrèal-du-Gers - MHNT

Son crâne, plutôt court, présente également une élévation au niveau des narines, ce qui suggère la présence d'une petite corne, peut-être bifurquée.

## Classification
D. R. Prothero en 2005 le place dans la sous-famille des Aceratheriinae et la tribu des Teleoceratini, des animaux à forte corpulence.
Brachypotherium dérive probablement de formes proches du Miocène inférieur comme Diaceratherium ou Prosantorhinus. 

## Paléobiologie
Brachypotherium devait vivre dans des environnements relativement marécageux, en se nourrissant de plantes aquatiques. Le mode de vie de ces animaux devait être très similaire à celui du tapir actuel ou à celui de l'hippopotame.